# Die drei Feen
Die drei Feen (neapolitanisches Original: Le tre fate) ist ein Märchen (AaTh 480, 403). Es steht in Giambattista Basiles Sammlung Pentameron als zehnte Erzählung des dritten Tages (III,10).

## Inhalt
Die Stiefmutter benachteiligt Cicella, weil sie schön ist und ihre eigene Tochter hässlich. Sie kleidet sie schlecht und lässt sie arbeiten. Einmal fällt Cicella der Korb in einen Abgrund zu einem hässlichen Kerl. Sie fragt höflich danach und kommt in einen Palast zu drei Feen, die sie freundlich aufnehmen und sich von ihr kämmen lassen. Sie mögen ihr höfliches Betragen, sie sieht die teuren Möbel nicht an und nimmt nur ein zerlumptes Röckchen, da fällt ihr beim Hinausgehen ein Goldstern auf die Stirn. Die Stiefmutter schickt gleich ihre Tochter hin, die aber überheblich zu den Feen ist und dafür einen hässlichen Eselshoden auf die Stirn erhält. Cicella muss Schweine hüten. Ein Fürst will sie heiraten. Die Stiefmutter verkleidet ihm ihre Tochter, mit der er eine schlechte Nacht verbringt, und steckt Cicella in ein Fass. Er findet sie und steckt die andere hinein, da verbrüht ihre Mutter sie wie ein Schwein und stürzt sich dann selbst zu Tode.

## Bemerkungen
Vgl. bei Basile IV,7 Die beiden kleinen Kuchen, V,2 Die Monate, bei Perrault Die Feen, bei Grimm Nr. 13, 24, 135, 201. Rudolf Schenda nennt als moderne Varianten in seiner sizilianischen und toskanischen Märchensammlung Nr. 30 Burdilluni bzw. Nr. 19 Der Hecht und viele weitere bei Cirese/Serafini. Walter Scherf findet die Eigenständigkeitsentwicklung der guten Tochter besser dargestellt in dem sorbischen Märchen vom Walddämon Kosmatej.